# The Outriders
The Outriders é um filme de faroeste e aventura americano de 1950 dirigido por Roy Rowland e estrelado por Joel McCrea.

## Enredo
Com a Guerra Civil chegando ao fim, os soldados rebeldes Will Owen, Jess Wallace e Clint Priest são libertados no Missouri de uma paliçada da União. Um líder de bandidos e simpatizante dos confederados, Keeley, os recruta para se juntar a uma carruagem dirigida por Don Chaves que está carregando um milhão de dólares em barras de ouro.
Os homens veem nisso uma chance de ajudar o Sul e também lucrar. Don Chaves desconfia deles, mas permite que sejam batedores, acompanhando o vagão mas mantendo-se a 200 metros dos demais. Apaches atacam e os três homens ajudam a afastá-los, ganhando a confiança de Don.
A bela viúva Jen Gort atrai o interesse de Will e Jess, que se desentendem. Ela está acompanhando o adolescente Roy, seu jovem cunhado, que está ansioso para provar sua coragem aos homens mais velhos lutando contra os índios ao seu lado. O menino acaba causando inadvertidamente uma debandada, no entanto, depois se afoga ao tentar atravessar um rio furioso.
Chegam notícias de que a guerra acabou. Por causa disso, além de seu amor por Jen e admiração por Don, o roubo não interessa mais a Will, mas Jess está determinada a seguir em frente para que ele e Keeley possam dividir o dinheiro. Um tiroteio termina com a morte de Jess, para que Will e Jen possam continuar com suas vidas.

## Elenco
- Ramon Novarro como Don Antonio Chaves
- Joel McCrea como Will Owen
- Arlene Dahl como Jen Gort
- Barry Sullivan como Jess Wallace
- Claude Jarman, Jr. como Roy Gort
- James Whitmore como Clint Priest
- Jeff Corey como Keeley
- Ted de Corsia como Tchau
- Martin Garralaga como Padre Damasco